# Jinnenahalli, Hassan
Jinnenahalli là một làng thuộc tehsil Hassan, huyện Hassan, bang Karnataka, Ấn Độ.